# 더블 드래곤 II: 더 리벤지
《더블 드래곤 II: 더 리벤지》는 일본 개발사 테크노스 재팬이 제작한 1988년 아케이드 진행형 격투 게임이다. 전해 출시된 《더블 드래곤》의 후속작으로, 블랙 워리어즈 두목 윌리의 사주로 빌리의 여자친구 마리안이 사망하자 그에 대한 복수로 빌리와 지미 형제가 복수를 하러 가는 이야기를 담았다.
본래 《더블 드래곤 II》는 원작 《더블 드래곤》의 업그레이드 키트로서 개발됐으나 메모리 용량이 커지면서 독자적인 게임으로 발매하게 됐다. 오락실용으로 출시된 후 코모도어 64, ZX 스펙트럼같은 컴퓨터와 메가 드라이브 콘솔로 이식됐다.
1989년, 이 게임에 기반하나 내용이 크게 다른 동명의 게임이 패밀리 컴퓨터 및 PC 엔진 CD로 출시됐다.

## 시스템
전작과는 너무 심하게 판이하게 변경되었다. 열혈경파 쿠니오군의 입력 방식을 적용한 결과 게임성이 너무 많이 달라져, 고객들이 적응을 못하는 일이 발생했다.
- 버튼

- A: 왼쪽을 공격하는 버튼. 왼쪽을 보고 있으면 주먹, 오른쪽을 보고 있으면 왼쪽으로 뒷발차기.
- B: 오른쪽을 공격하는 버튼. 왼쪽을 보고 있으면 오른쪽으로 뒷발차기, 오른쪽을 보고 있으면 주먹.
- C: 점프

- 기술

- 백 앨보우: 점프 + 주먹
- 롤링 소배트: 점프 + 뒷발차기
- 용미람풍각: 레버 중립 + 점프 후 주먹

## 등장 인물
- 주인공

- 빌리 리: 전작의 파란색 옷이 아닌 남색 옷을 입었다.
- 지미 리: 전작의 빨간색 옷이 아닌 흰색 옷을 입었다.
- 마리안 캘리: 등장하자마자 윌리에게 총살당해 지미 & 빌리 형제가 복수를 하게 되는 계기를 야기시킨다.

- 블랙 워리어즈

- 로퍼: 조끼를 입은 말단 조직원. 완력이 강해 바위를 집어 던질 수 있다.
- 윌리엄스: 메리야스를 입은 말단 조직원. 무기를 잘 사용한다.
- 린다 래쉬: 채찍을 사용하는 여성 조직원. 백 앨보우나 점프킥을 사용하는 등 전작에 비해 기술이 많아졌으며 전작과는 달리 치킨 헤드 헤어스타일이다. 스테이지 3 이후에는 린다 래쉬 대신 제프가 등장한다.
- 보 아보보: 상의를 탈의한 거한 조직원. 전작의 대머리인 것과는 달리 장발이다.
- (New)오하라: 아보보와 동일한 상의를 탈의한 거한 조직원. 2:8 가르마를 한 헤어스타일과 수염이 없는 것이 아보보와의 차이점이다. 오하라와 아보보 중 하나가 매 스테이지마다 초반에 하나씩 등장한다.
- 제프: 지미 리 & 빌리 리와 동일한 체격과 복장의 말단 간부 조직원. 스테이지 3 이후에 등장하며 더블 드래곤 I의 지미 리나 빌리 리와 동일한 기술로 싸우며 수류탄을 던지는 개채도 존재한다.
- (New) 부르노프: 러시아 태생의 뚱뚱한 간부 조직원. 스테이지 1의 보스로 주로 머리채를 잡고 주먹으로 배를 때리는 공격을 한다. 혼자만 쓰러졌을 때의 모션이 다른데 옷만 남기고 전부 사라진다. 2명 이상일 경우, 둘 다 쓰러뜨리면 마지막에 쓰러진 개체가 다시 부활한다.
- (New) 아보레: 프랑스 태생의 거인 간부 조직원. 스테이지 2의 보스로 촙과 몸통 박치기를 사용한다. WWF 슈퍼스타즈의 보스 캐릭터인 앙드레 더 자이언트의 스프라이트를 헤어스타일과 복장만 변경해서 넣었다.
- (New) 친 타이메이: 중국 태생의 권법가 간부 조직원. 스테이지 3의 보스로 이소룡과 동일한 외모에 양손에 검 한자루씩 들고 싸운다.
- 윌리 맥케이: 블랙 워리어즈의 두목. 페이크 최종보스로 항상 M16 소총을 휴대하고 다닌다.
- (New) 도플갱어: 진 최종보스로 그의 정체는 아무도 모른다. 다만 맞서 싸우는 상대의 그림자를 훔쳐 그 형태대로 싸운다는 것만 알려져 있다.

## 반응
일본 잡지 〈게임 머신〉 1989년 4월 1일자에서 《더블 드래곤 II: 더 리벤지》를 그 달 7번째로 성공적인 아케이드 게임으로 선정했다.

## 참조

### 내용주
1. ↑  영어: Double Dragon II: The Revenge, 일본어: 双截龍II ザ・リベンジ